# Rock Steady (Bonnie Raitt)
Rock Steady è una canzone tratta dal primo album dal vivo della cantante blues americana Bonnie Raitt,  Road Tested del 1995, scritta da Bryan Adams e Gretchen Peters. La versione demo originale della canzone appare nel singolo di Adams del 1996 Let's Make a Night to Remember. La canzone è presente anche nella raccolta di Adams Anthology del 2005.

## Formazione
- Bonnie Raitt - voce, chitarra slide
- Bryan Adams - voce, chitarra
- George Marinelli - chitarra elettrica, accompagnamento vocale
- Keith Scott - chitarra (chitarra tremolo)
- Benmont Tench - organo Hammond
- James Hutchinson - basso, accompagnamento vocale
- Ricky Fataar - batteria
- Debra Dobkin - percussioni

personale tecnico:
- Don Was e Bonnie Raitt - produttori
- Ed Cherney - ingegnere della registrazione
- Young Dan Bosworth - ingegnere della registrazione (aggiunto)
- Tom Banghart - assistente ingegnere della registrazione
- Bob Clearmountain -  missaggio

versione demo
- Bryan Adams - chitarra elettrica, produttore
- Keith Scott - chitarra slide
- Olle Romo - programmatore

## Classifiche
| Classifica (2002)                | Posizione più alta |
| -------------------------------- | ------------------ |
| Australia                        | 117                |
| Belgio (Fiandre)                 | 45                 |
| Canada                           | 17                 |
| Paesi Bassi                      | 10                 |
| Regno Unito                      | 50                 |
| Stati Uniti                      | 73                 |
| Stati Uniti (adult contemporary) | 30                 |
| Stati Uniti (adult top 40)       | 25                 |

### Classifiche di fine anno
| Classifica (1996)         | Posizione |
| ------------------------- | --------- |
| Canada Adult Contemporary | 81        |